# Модипане
Модипане (англ. Modipane) — населённый пункт сельского типа на юго-востоке Ботсваны, на территории округа Кгатленг.

## Общая информация
Находится в юго-западной части округа, примерно в 25 км к востоку от столицы страны, города Габороне, недалеко от границы с ЮАР. В деревне имеется одна начальная школа.

## Население
По данным переписи 2011 года население деревни составляет 3199 человек.
Динамика численности населения деревни по годам:
| 2001 | 2011 | 2013 |
| ---- | ---- | ---- |
| 2423 | 3199 | 3368 |